# 1994 VT

1994 VT

1994 VT är en asteroid i huvudbältet som upptäcktes den 3 november 1994 av den japanska astronomen Takao Kobayashi vid Ōizumi-observatoriet.
Asteroiden har en diameter på ungefär 3 kilometer.